# مارتا گلهورن
مارتا گلهورن (انگلیسی: Martha Gellhorn; ۸ نوامبر ۱۹۰۸ – ۱۵ فوریهٔ ۱۹۹۸) یک روزنامه‌نگار، رمان‌نویس، و نویسنده اهل ایالات متحده آمریکا بود. از وی به عنوان یکی از بزرگترین روزنامه‌نگاران جنگ در قرن بیستم یاد می‌شود. گلهورن سومین همسر ارنست همینگوی نویسنده نامدار آمریکایی بود. گلهورن در اواخر عمر تقریباً نابینا شده بود و از سرطان تخمدان نیز رنج می‌برد.

مارتا گلهورن در ۱۵ فوریه سال ۱۹۹۸، با بلعیدن قرص سیانور در لندن خودکشی کرد. در سال ۱۹۹۹ جایزه‌ای به عنوان جایزه مارتا گلهورن برای روزنامه‌نگاری به یاد و خاطره وی بر پا شد.